# Quedius cincticollis
Quedius cincticollis – gatunek chrząszcza z rodziny kusakowatych i podrodziny kusaków.

## Taksonomia
Gatunek ten opisany został po raz pierwszy w 1857 roku przez Ernsta Gustava Kraatza. Jako miejsce typowe wskazano Wiedeń w Austrii. W 1924 roku Jan Roubal opisał odmianę carpaticola, wskazując Petros jako miejsce typowe. Część autorów traktuje ją jako podgatunek Quedius cincticollis carpaticola, inni zaś jako synonim.

## Morfologia
Chrząszcz o wydłużonym ciele długości od 5 do 6 mm. Głowa jest owalna, czarna z czerwonożółtymi czułkami i głaszczkami. Wyposażona jest w wielokrotnie dłuższe od skroni, zajmujące niemal całe jej boczne powierzchnie oczy. Czułki mają człon pierwszy krótszy niż dwa następne razem wzięte, a człon przedostatni nieco szerszy niż dłuższy. Na czole znajdują się po dwa punkty przednie i tylne; brak jest punktów dodatkowych między przednimi. Przedplecze jest wypukłe, u podgatunku nominatywnego brunatne z jaśniejszymi brzegami, u Q. c. carpaticola czerwonożółte. Na powierzchni tarczki brak jest punktowania. Pokrywy są pokryte punktami i mikrorzeźbą, u podgatunku nominatywnego smolistobrunatne z brunatnożółtymi krawędziami, u Q. c. carpaticola czerwonożółte. Barwa odnóży jest czerwonożółta. Odwłok u podgatunku nominatywnego jest smolistobrunatny z połyskiem, a u Q. c. carpaticola czerwonożółty. 

## Ekologia i występowanie
Owad górski, zamieszkujący regiel górny, piętro subalpejskie i alpejskie. Preferuje zarośla. Bytuje w ściółce, pod kamieniami, wśród mchów, pod zmurszałą korą i w butwiejących pniakach. 
Gatunek palearktyczny, europejski. Podgatunek nominatywny znany z Niemiec, Austrii, Włoch, Polski, Czech, Słowacji, Węgier, Ukrainy, Słowenii oraz Bośni i Hercegowiny. Swoim zasięgiem obejmuje Alpy, Karpaty oraz góry i wyżyny Półwyspu Bałkańskiego. W Polsce stwierdzony został w Beskidzie Śląskim, Żywieckim, Tatrach, Gorcach, Beskidzie Sądeckim oraz Bieszczadach. Podgatunek Q. c. carpaticola jest endemitem wschodniokarpackim, znanym tylko z Rumunii i Ukrainy.